# مقاطعة هيرمند
مقاطعة هيرمند‌ (بالفارسية: شهرستان هیرمند) هي إحدى مقاطعات محافظة سيستان وبلوشستان في إيران. كان عدد سكان المقاطعة سنة 2006 حوالي 73,254 نسمة.